# Lijst van afleveringen van Klaas kan alles
Klaas kan alles draait om een aantal opdrachten die doorgaans worden uitgevoerd met behulp van nieuwe technieken. De informatie per aflevering is onderverdeeld per seizoen.

## Afleveringen overzicht

### Reguliere afleveringen
| Seizoen | Eerste uitzending                   | Afleveringen | Aantal |
| ------- | ----------------------------------- | ------------ | ------ |
| 1       | 17 oktober – 12 december 2015       | 1 - 8        | 8      |
| 2       | 11 september – 30 oktober 2016      | 9 - 16       | 8      |
| 3       | 23 september – 11 november 2017     | 17 - 24      | 8      |
| 4       | 6 oktober – 1 december 2018         | 25 - 32      | 8      |
| 5       | 5 oktober – 7 december 2019         | 33 - 41      | 9      |
| 6       | 14 november 2020 – 6 februari 2021  | 42 - 51      | 10     |
| 7       | 4 september 2021 – 6 november 2021  | 52 - 61      | 10     |
| 8       | 1 oktober 2022 – 10 december 2022   | 62 - 71      | 10     |
| 9       | 30 september 2023 - 2 december 2023 | 72 - 82      | 10     |
| 10      | 23 november 2024 - 25 januari 2025  | 83 - 93      | 10     |

### Specials
| Special    | Seizoen | Titel                                        | Uitzenddatum     |
| ---------- | ------- | -------------------------------------------- | ---------------- |
| Special 1  | 3       | Winterspecial 1                              | 22 december 2017 |
| Special 2  | 3       | Winterspecial 2                              | 29 december 2017 |
| Special 3  | 5       | Jubileumuitzending 5 jaar Klaas Kan Alles    | 11 januari 2020  |
| Special 4  | 9       | Winterspecial 3                              | 6 december 2023  |
| Special 5  | 9       | Winterspecial 4                              | 11 december 2023 |
| Special 6  | 9       | Winterspecial 5                              | 12 december 2023 |
| Special 7  | 9       | Winterspecial 6                              | 13 december 2023 |
| Special 8  | 9       | Winterspecial 7                              | 14december 2023  |
| Special 9  | 9       | Winterspecial 8                              | 15 december 2023 |
| Special 10 | 9       | Winterspecial 9                              | 18 december 2023 |
| Special 11 | 9       | Winterspecial 10                             | 19 december 2023 |
| Special 12 | 9       | Kerstspecial 1                               | 21 december 2023 |
| Special 13 | 9       | Kerstspecial 2                               | 22 december 2023 |
| Special 14 | 9       | Kerstspecial 3                               | 26 december 2023 |
| Special 15 | 10      | Jubileumuitzending 10 jaar Klaas Kan Alles 1 | 26 oktober 2024  |
| Special 16 | 10      | Jubileumuitzending 10 jaar Klaas Kan Alles 2 | 2 november 2024  |
| Special 17 | 10      | Jubileumuitzending 10 jaar Klaas Kan Alles 3 | 9 november 2024  |

### Lijsten van afleveringen
- Lijst van afleveringen van Klaas kan alles (seizoen 1)
- Lijst van afleveringen van Klaas kan alles (seizoen 2)
- Lijst van afleveringen van Klaas kan alles (seizoen 3)
- Lijst van afleveringen van Klaas kan alles (seizoen 4)
- Lijst van afleveringen van Klaas kan alles (seizoen 5)
- Lijst van afleveringen van Klaas kan alles (seizoen 6)
- Lijst van afleveringen van Klaas kan alles (seizoen 7)
- Lijst van afleveringen van Klaas kan alles (seizoen 8)
- Lijst van afleveringen van Klaas kan alles (seizoen 9)
- Lijst van afleveringen van Klaas kan alles (seizoen 10)

## Statistieken
| Type opdracht            | Seizoen 1 geslaagd | Seizoen 2 geslaagd | Seizoen 3 geslaagd | Seizoen 4 geslaagd | Seizoen 5 geslaagd | Seizoen 6 geslaagd | Seizoen 7 geslaagd | Seizoen 8 geslaagd | Seizoen 9 geslaagd | Seizoen 10 geslaagd | Totaal geslaagd | Slagings- percentage |
| ------------------------ | ------------------ | ------------------ | ------------------ | ------------------ | ------------------ | ------------------ | ------------------ | ------------------ | ------------------ | ------------------- | --------------- | -------------------- |
| Bijna onmogelijke missie | 7/8                | 5/8                | 7/10               | 7/8                | 8/11               | 6/10               | 9/10               | 9/10               | 13/18              | 7/10                | 78/103          | 75,7%                |
| Duel                     | 2/8                | 1/8                | 1/10               | 0/8                | 5/8                | 6/9                | 4/7                | 0/0                | 0/0                | 0/0                 | 19/58           | 32,8%                |
| Bijzonder beroep         | 8/8                | 8/8                | 10/10              | 7/8                | 10/10              | 10/10              | 9/9                | 10/10              | 14/14              | 9/9                 | 95/96           | 99,0%                |
| Totaal                   | 17/24              | 14/24              | 18/30              | 14/24              | 23/29              | 22/29              | 22/26              | 19/20              | 27/32              | 16/19               | 192/257         | 74,7%                |